# آرمادیلوی شاخدار
آرمادیلوی شاخدار (نام علمی: Peltephilus ferox) نام یک گونه از تیره آرمادیلو است.